# Hans Conon von der Gabelentz
Hans Conon von der Gabelentz (Altenburg, 13 ottobre 1807 – Lemnitz, 3 settembre 1874) è stato un politico e linguista tedesco.
Studiò legge, finanza e lingue orientali alle Università di Lipsia e Gottinga. Nel 1831 fu eletto al Parlamento del ducato di Sassonia-Altenburg. Dal 1847 fu Landmarschall (Maresciallo di Stato) del ducato di Sassonia-Weimar. Nel 1848 fu eletto primo ministro del ducato di Sassonia-Altenburg, mantenendo la carica per un anno, e nel 1851 presidente.
Studiò un gran numero di lingue, in particolare quelle dei gruppi sino-tibetano, uralo-altaico e ugro-finnico. Pubblicò in latino una edizione critica della traduzione della Bibbia in gotico fatta da Ulfila, compilando a tale scopo un dizionario dal greco antico al gotico.
Il numero di lingue sulle quali fece ricerche, dandone in molti casi la grammatica, è stimato in oltre 80. Pur essendo principalmente un teorico, affermò:
«Le lingue non possono essere amate platonicamente, si deve vivere in e con esse prima di potersene formare un'opinione».

## Opere
- Eléments de la grammaire mandchoue (Altenburg 1833), pubblicata sulla rivista Zeitschrift für die Kunde des Morgenlandes (rivista di studi orientali), da lui stesso co-fondata.
- Vergleichung der beiden tscheremissischen Dialekte (studio comparato di due dialetti della lingua mari)
- Grundzüge der syrjänischen Grammatik (introduzione alla grammatica delle lingue permiche), Altenburg 1841
- Kurze Grammatik der tscherokesischen Sprache (introduzione alla grammatica della lingua cherokee
- Beiträge zur Sprachenkunde (articoli sulla linguistica), Lipsia 1852. Quest'opera contiene tra l'altro la grammatica delle lingue amerinde Dayak, Dakota e Kiriri.
- Grammatik mit Wörterbuch der Kassiasprache (grammatica e dizionario della lingua khasi), Lipsia 1857.

Contribuì al volume Abhandlungen of the Gesellschaft der Wissenschaften (transazioni della Società delle Scienze di Lipsia), pubblicato nel 1860 con gli articoli:
- Die melanesischen Sprachen nach ihrem grammatischen Bau etc. (le lingue melanesiane in base alla loro struttura grammaticale, etc.)
- Über das Passivum (sull'uso dei verbi al passivo)

Nel 1864 pubblicò a Lipsia una traduzione in mancese dell'opera classica in cinese Sse-schu, Schu-king, Schi-king.
Dopo la sua morte fu pubblicata postuma l'opera Geschichte des großen Liao, aus dem Mandschu übersetzt (storia del Grande Liao, tradotta dal mancese), San Pietroburgo 1877.
Anche suo figlio Georg von der Gabelentz fu un grande linguista.